# 西日暮里

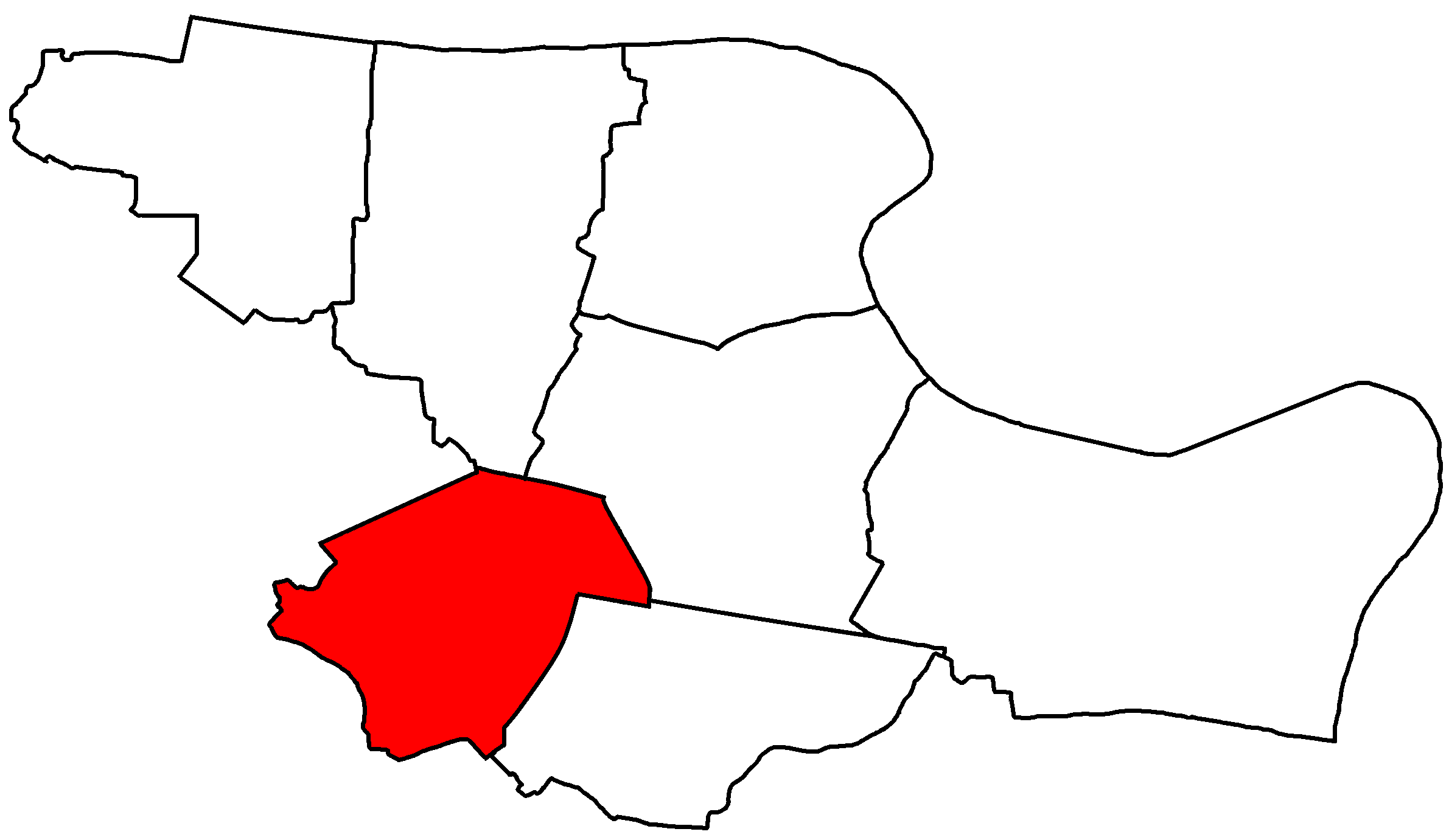
荒川区内の西日暮里の位置図

西日暮里（にしにっぽり）は、東京都荒川区の町名。住居表示実施済み区域。現行行政地名は西日暮里一丁目から西日暮里六丁目。郵便番号 : 116-0013（集配局 : 荒川郵便局）。

## 地理
荒川区南西部に位置し、下町的界隈が広がる町であり、富士山や鮮やかなスカイツリーなどが見える。町域の北を東尾久、荒川、北区田端及び北区田端新町と、東を荒川と、南を東日暮里、台東区谷中及び台東区根岸と、西を文京区千駄木と接する。
町域を東西に分断する形で京浜東北線（山手線）の線路が南北に縦貫しており、それ以東と以西で若干町並みが異なる。線路以東には主要幹線道路に加え、鉄道では貨物鉄道線、町域南端の日暮里駅からは京成本線や常磐線、さらに日暮里・舎人ライナーなどの路線が縦横に走り回っている。このため、これらの鉄道路線を潜るか跨ぐかしない限り、町域の端から反対側へ移動することはできないほどの鉄道過密地帯であり、幹線道路以外の道はどれも狭く曲がりくねっている。
以西は南北に西日暮里三丁目・四丁目の町が、山の手台地に登る傾斜地にあたる。南側の西日暮里三丁目は町域の大半は寺社が占め、北側の西日暮里四丁目は学校法人開成学園が所在する。

### 地価
住宅地の地価は、2025年（令和7年）1月1日の公示地価によれば、西日暮里6-34-4の地点で63万円/m2となっている。

### 日暮里富士見坂
日暮里富士見坂は、西日暮里3丁目に所在する坂であり、東京に多くある富士見坂の一つである。日暮里駅の谷中側に位置し、実際には東京都内において「歩行者が坂に立った状態で実際に富士山が望める」最後の富士見坂となっている。
日暮里富士見坂は、良好な富士山眺望の得られる地点として国土交通省が2005年（平成17年）に選定した「関東の富士見百景（128景）」において、東京都内で7ヶ所選定された「東京富士見坂」にも含まれている。また、この坂からは毎年1月30日頃と11月11日頃、ダイヤモンド富士が観察できることでも知られる。しかし、現在は、新宿の高層ビルにより見えなくなっている。

## 歴史
江戸時代は道灌山の花見などで賑わっていた。

## 世帯数と人口
2025年（令和7年）3月1日現在（荒川区発表）の世帯数と人口は以下の通りである。
| 丁目           | 世帯数     | 人口     |
| -------------- | ---------- | -------- |
| 西日暮里一丁目 | 4,086世帯  | 6,563人  |
| 西日暮里二丁目 | 4,240世帯  | 7,336人  |
| 西日暮里三丁目 | 1,038世帯  | 1,702人  |
| 西日暮里四丁目 | 1,110世帯  | 1,991人  |
| 西日暮里五丁目 | 1,502世帯  | 2,290人  |
| 西日暮里六丁目 | 3,061世帯  | 4,771人  |
| 計             | 15,037世帯 | 24,653人 |

### 人口の変遷
国勢調査による人口の推移。
| 年                 | 人口   |
| ------------------ | ------ |
| 1995年（平成7年）  | 18,479 |
| 2000年（平成12年） | 18,787 |
| 2005年（平成17年） | 19,140 |
| 2010年（平成22年） | 21,794 |
| 2015年（平成27年） | 23,804 |
| 2020年（令和2年）  | 24,313 |

### 世帯数の変遷
国勢調査による世帯数の推移。
| 年                 | 世帯数 |
| ------------------ | ------ |
| 1995年（平成7年）  | 8,156  |
| 2000年（平成12年） | 8,943  |
| 2005年（平成17年） | 9,530  |
| 2010年（平成22年） | 11,470 |
| 2015年（平成27年） | 12,822 |
| 2020年（令和2年）  | 13,848 |

## 学区
区立小・中学校に通う場合、学区は以下の通りとなる（2014年時点）。
| 丁目           | 番・番地等               | 小学校                   | 中学校               |
| -------------- | ------------------------ | ------------------------ | -------------------- |
| 西日暮里一丁目 | 1〜2番 11〜18番 35〜37番 | 荒川区立峡田小学校       | 荒川区立第四中学校   |
| 西日暮里一丁目 | 34番 38〜45番 47〜62番   | 荒川区立第六日暮里小学校 | 荒川区立諏訪台中学校 |
| 西日暮里一丁目 | 3〜10番 19〜33番 46番    | 荒川区立ひぐらし小学校   | 荒川区立諏訪台中学校 |
| 西日暮里二丁目 | 1〜54番                  | 荒川区立ひぐらし小学校   | 荒川区立諏訪台中学校 |
| 西日暮里二丁目 | 55〜58番                 | 荒川区立第一日暮里小学校 | 荒川区立諏訪台中学校 |
| 西日暮里三丁目 | 全域                     | 荒川区立第一日暮里小学校 | 荒川区立諏訪台中学校 |
| 西日暮里四丁目 | 全域                     | 荒川区立第一日暮里小学校 | 荒川区立諏訪台中学校 |
| 西日暮里五丁目 | 13〜25番 29〜38番        | 荒川区立第一日暮里小学校 | 荒川区立諏訪台中学校 |
| 西日暮里五丁目 | 13〜25番 29〜38番        | 荒川区立第六日暮里小学校 | 荒川区立諏訪台中学校 |
| 西日暮里六丁目 | 3〜68番                  | 荒川区立第六日暮里小学校 | 荒川区立諏訪台中学校 |
| 西日暮里六丁目 | 69番                     | 荒川区立第一日暮里小学校 | 荒川区立諏訪台中学校 |
| 西日暮里六丁目 | 1〜2番                   | 荒川区立峡田小学校       | 荒川区立第四中学校   |

## 産業

### 事業所
2021年（令和3年）現在の経済センサス調査による事業所数と従業員数は以下の通りである。
| 丁目           | 事業所数    | 従業員数 |
| -------------- | ----------- | -------- |
| 西日暮里一丁目 | 197事業所   | 1,444人  |
| 西日暮里二丁目 | 544事業所   | 7,079人  |
| 西日暮里三丁目 | 121事業所   | 489人    |
| 西日暮里四丁目 | 107事業所   | 899人    |
| 西日暮里五丁目 | 411事業所   | 4,651人  |
| 西日暮里六丁目 | 218事業所   | 2,167人  |
| 計             | 1,598事業所 | 16,729人 |

### 事業者数の変遷
経済センサスによる事業所数の推移。
| 年                 | 事業者数 |
| ------------------ | -------- |
| 2016年（平成28年） | 1,550    |
| 2021年（令和3年）  | 1,598    |

### 従業員数の変遷
経済センサスによる従業員数の推移。
| 年                 | 従業員数 |
| ------------------ | -------- |
| 2016年（平成28年） | 15,334   |
| 2021年（令和3年）  | 16,729   |

## 交通

### 鉄道
東日本旅客鉄道
- 山手線・京浜東北線：西日暮里駅、日暮里駅
- 常磐線：日暮里駅、三河島駅

京成電鉄
- 京成本線：新三河島駅、日暮里駅

東京メトロ
- 千代田線：西日暮里駅

東京都交通局
- 日暮里・舎人ライナー：西日暮里駅、日暮里駅

### 道路
- 東京都道58号台東川口線（尾久橋通り）
- 東京都道306号王子千住夢の島線（明治通り）
- 東京都道313号上野尾竹橋線（尾竹橋通り）
- 東京都道457号駒込宮地線（道灌山通り）

## 施設

### 公共施設
- 荒川税務署
- 荒川都税事務所
- 西日暮里ふれあい館
- 日暮里ひろば館
- 西日暮里北部町会会館

### 郵便局
- 西日暮里郵便局
- 西日暮里駅前郵便局
- 日暮里駅前郵便局

### 教育機関
区立小学校
- 荒川区立峡田小学校
- 荒川区立蜩小学校
- 荒川区立第一日暮里小学校
- 荒川区立第六日暮里小学校

区立中学校
- 荒川区立第四中学校
- 荒川区立諏訪台中学校

私立中学校
- 開成中学校

私立高校
- 開成高等学校

専門学校
- 国際理容美容専門学校

### 公園
- 西日暮里六丁目公園
- 小鳩児童遊園
- 真土公園
- 真土児童遊園
- 西日暮里二丁目北児童遊園
- 西日暮里公園
- 日暮里第二児童遊園
- 花見寺前児童遊園

### 寺院
- 啓運寺 -　法華宗本門流の仏教寺院。山号は法要山。
- 経王寺 -　日蓮宗の仏教寺院。
- 修性院 - 日蓮宗の仏教寺院。
- 浄光寺 -　真言宗豊山派の仏教寺院。
- 正覚寺 - 曹洞宗の仏教寺院。山号は天龍山。

- 青雲寺 - 臨済宗妙心寺派の仏教寺院。
- 南泉寺 - 臨済宗妙心寺派の仏教寺院。山号は瑞応山。
- 法光寺 - 法華宗陣門流の仏教寺院。山号は日照山。
- 本行寺 - 日蓮宗の仏教寺院。山号は長久山。
- 養福寺 - 真言宗豊山派の仏教寺院。山号は補陀落山。

### 神社
- 諏方神社